# Sterculia cordata
Sterculia cordata är en malvaväxtart som beskrevs av Carl Ludwig von Blume. Sterculia cordata ingår i släktet Sterculia och familjen malvaväxter. Utöver nominatformen finns också underarten S. c. montana.